# Ligandstyrda jonkanaler
Ligandstyrda jonkanaler är jonkanaler som aktiveras när de binder ett ligand. De är alltså en form av cellmembran-bundna receptorer för signalsubstanser. Dessa receptorer kallas också för jonotropa receptorer, eftersom de påverkar cellens membranpotential genom att påverka flöden av joner över cellmembranet.

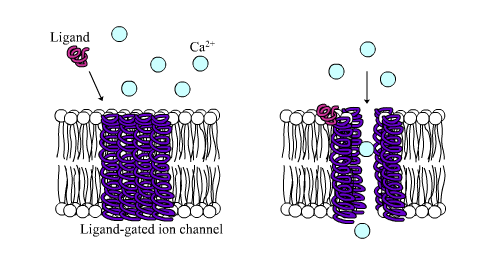
Membranreceptor, som genom bindning av ett ligand öppnar sig och kan släppa igenom joner.

Kanalen styrs av ett ligand, som ändrar receptorns konformation så att den bildar en kanal genom cellmembranet. Denna kanal är i sin tur oftast permeabel enbart för en viss sorts joner. Beroende på koncentrationsskillnaderna över membranet, samt specificiteten för vilka joner som släpps igenom, kommer den aktiverade jonkanalen påverka cellmembranets vilopotential, så att en depolarisering av cellen blir mer eller mindre sannolik.
Ett exempel är GABA-aktiverade receptorer, som oftast är inhiberande, det vill säga, de minskar chansen för att en depolarisering skall ske, genom att sänka vilopotentialen, vilket medför att det krävs en större mängd excitatorisk signalering för att cellen skall depolariseras.

## Receptorer
En lista över receptorer som fungerar som ligandstyrda jonkanaler (med aktiverande ligand inom parentes) är:
- Glycinreceptorer: (glycin, stryknin)
- Glutamatreceptorer: NMDA-receptorn, kainatreceptor, AMPA-receptorn (glutamat)
- GABA-receptorer: GABA-A, GABA-c (GABA)
- Nikotinerga acetylkolinreceptorer: (nikotin, acetylkolin)